# Estoppel
Nguyên tắc Estoppel (nguyên tắc không phủ nhận) trong nghĩa rộng nhất của nó là một thuật ngữ pháp lý đề cập đến một loạt các học thuyết pháp lý và công bằng mà ngăn cản "một người từ chối hoặc khẳng định mọi điều trái ngược đó mà có, trong chiêm niệm của pháp luật, được thành lập như là sự thật, hoặc do hành vi của cán bộ tư pháp hoặc lập pháp, hoặc bằng hành động của mình, hành vi, hoặc cơ quan đại diện, thể hiện rõ ràng hay ngụ ý ".
Thuật ngữ này xuất hiện đến từ estoupail tiếng Pháp (hoặc biến thể), có nghĩa là "nút cắm", đề cập đến việc đặt một dừng lại trên sự mất cân bằng của tình hình. Thuật ngữ này liên quan đến động từ "không nhận" xuất phát từ tiếng Pháp cổ "estopper", có nghĩa là "dừng lại lên, cản trở."